# Næringslivets Hovedorganisasjon

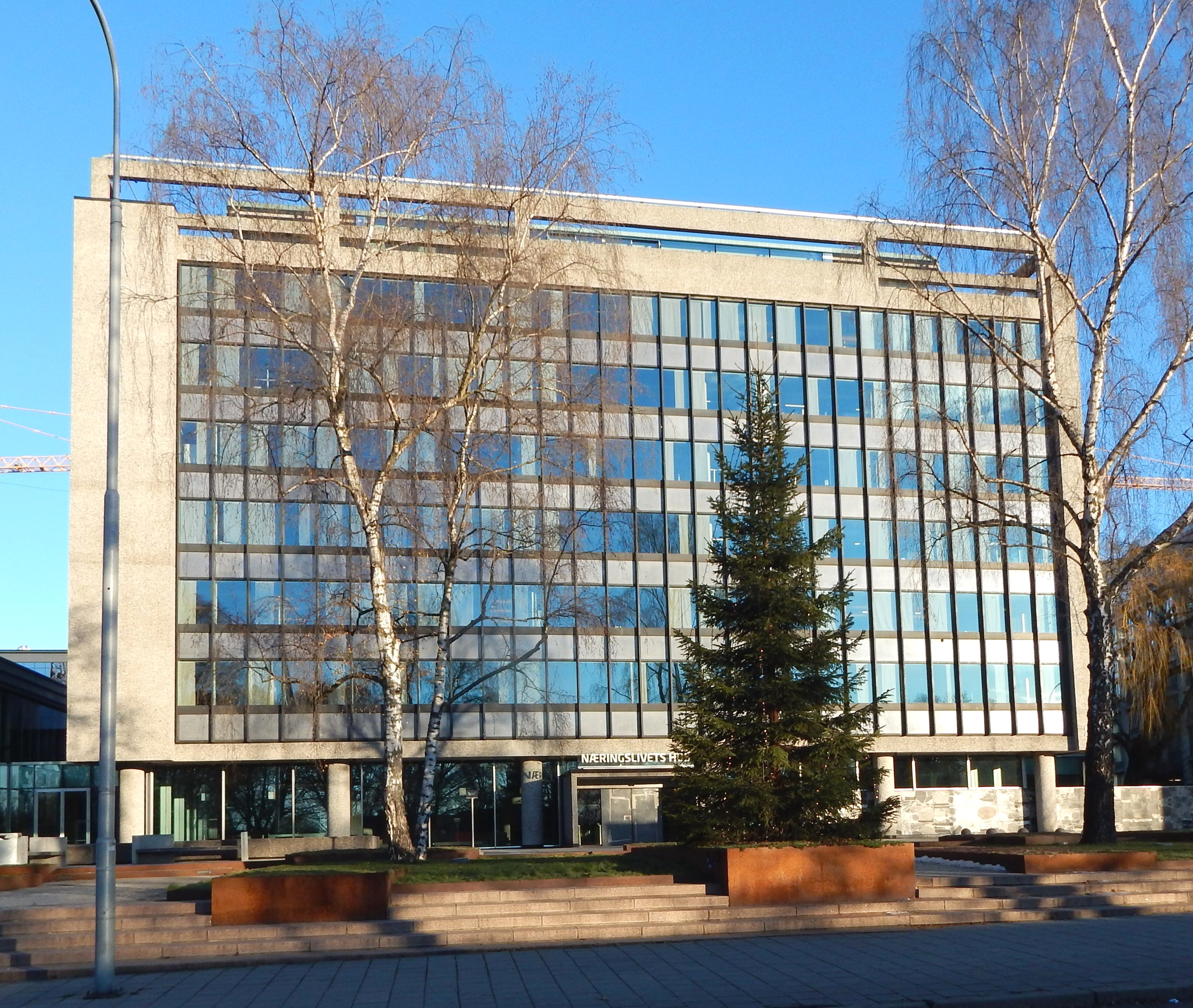
Hauptsitz der NHO in Oslo

Die Næringslivets Hovedorganisasjon (kurz NHO, deutsch: Wirtschaftshauptorganisation) ist der größte Arbeitgeberverband Norwegens und Mitglied im europäischen Dachverband Businesseurope. Ihr angeschlossen sind über 33.000 Betriebe mit insgesamt etwa 700.000 Angestellten.

## Geschichte

### Gründung
Der Spitzenverband wurde im Jahr 1989 durch eine Zusammenlegung der Norsk Arbeidsgiverforening (deutsch: norwegische Arbeitgebervereinigung), dem Norges Industriforbund (deutsch: Norwegens Industrieverband) und dem Norges Håndverkerforbund (deutsch: Norwegens Handwerkerverband) gegründet.

### Liste der Geschäftsführer
- 1989–1990: Egil Myklebust (davor ab 1987 Vorsitzender der Norsk Arbeidsgiverforening)
- 1991–1999: Karl Glad
- 2000–2009: Finn Bergesen
- 2009–2012: John G. Bernander
- 2012–2018: Kristin Skogen Lund
- seit 2018: Ole Erik Almlid

Kristin Skogen Lund verließ ihren Posten als Geschäftsführerin im September 2018. Anschließend wurde Ole Erik Almlid zunächst kommissarischer Geschäftsführer, im Dezember 2018 gab die NHO bekannt, dass Almlid das Amt auch weiterhin ausführen werde. NHO-Präsident ist seit 2017 Arvid Moss vom Aluminiumproduzenten Norsk Hydro.

## Organisation
Die NHO unterteilt sich in 18 Landesverbände (Landsforeninger), die für verschiedene Wirtschaftsbranchen zuständig sind. Dazu gehören unter anderem der Industrieverband Norsk Industri (NI), der Bauverband NHO Byggenæringen, der Dienstleistungsverband NHO Service og Handel und der Öl- und Gasverband Offshore Norge. Jeder Mitgliedsbetrieb der Hauptorganisation ist an einen der Landesverbände angeschlossen. Des Weiteren ist die NHO in zehn Regionalverbände unterteilt, die in 10 lokalen Niederlassungen tätig sind. Sie stellen unter anderem den Kontakt zur Lokal- und Regionalpolitik her und beraten die Unternehmen aus der Umgebung.
Des Weiteren besitzt die NHO ein Büro in Brüssel, in welchem sie versucht, die Gesetzgebung der Europäischen Union (EU) und des Europäischen Wirtschaftsraums (EWR) zu beeinflussen. Die dortige Niederlassung ist auch für die Mitgliedschaft in der europäischen Dachorganisation Businesseurope zuständig.

## Arbeit der NHO
Die NHO arbeitet in den Bereichen der Arbeitgeber- und Wirtschaftspolitik, betreibt Informations- und Lobbyarbeit und arbeitet als Dienstleister für ihre Mitgliedsbetriebe. In dieser Tätigkeit ist die NHO an vielen Tarifverhandlungen beteiligt. So sind mehrere Übereinkommen mit den norwegischen Gewerkschaften entstanden, wie etwa auch die Hauptvereinbarung mit dem Gewerkschaftsdachverband Landsorganisasjonen i Norge (LO). Diese wird umgangssprachlich auch als „arbeidslivets grunnlov“ bezeichnet, also als „Grundgesetz des Arbeitslebens“.